# Johannes Enzenhofer
Johannes Enzenhofer (Engerwitzdorf, 4 oktober 1965) is een voormalig Oostenrijks triatleet. Enzenhofer deed in 2000 mee aan de eerste triatlon op de Olympische Zomerspelen van Sydney. Daar behaalde hij een 29e plaats met een tijd van 1:51.02,48.
In juni 2001 werd hij tiende op de Europese Triatlon Kampioenschappen in Tsjechië. Hij beëindigde zijn actieve carrière in 2002. 
Van beroep is hij een stukadoor. Hij is aangesloten bij Sportverein Gallneukirchen.

## Palmares

### triatlon
- 1998: 17e EK olympische afstand in Velden
- 1998: 6e Europacup in Polen
- 1998: 9e Europacup in České Budějovice
- 1998: 10e Europacup in Belgrado
- 1999: 26e WK olympische afstand in Montreal - 1:47.17
- 1999:  Tsjechisch kampioenschap in Brno
- 1999: 5e Wereldbeker in Lausanne
- 2000: 29e Olympische Spelen Sydney